# Protivostoianie
Protivostoyanie (rusă Противостояние) (Opoziția) este un film rus din 2006 regizat de Vitali Vorobiov și Liubov Sviridova după un scenariu de Serghei Sergheiev. În rolurile principale interpretează Kirill Pletnev, Tatiana Arntgolț și Ian Țapnic.
Filmul prezintă o interpretare proprie a evenimentelor în care Armata Roșie ocupă Basarabia după așa zisa eliberare din mâinile naziștilor.

## Prezentare
Pentru a discredita soldații și ofițerii sovietici în ochii populației locale, în 1944 germanii lasă în urma lor o trupă de sabotori formată din prizonieri de război sovietici. Îmbrăcați în soldați ai Armatei Roșii, aceștia au ucis femei, copii și bătrâni. Localnicii urăsc ziua în care Armata Roșie a sosit în Basarabia. Detașamentul de cercetași condus de locotenentul Besfamilnim primește sarcina de a găsi și de a distruge grupul de sabotori.
Locul de acțiune al filmului este raionul Dondușeni din Republica Moldova. Filmul se referă la evenimentele din satul Tarnovo și Briceni.
Filmul a devenit parte a serialului de televiziune Под ливнем пуль (Sub grindină de gloanțe).